# Liz Wahl

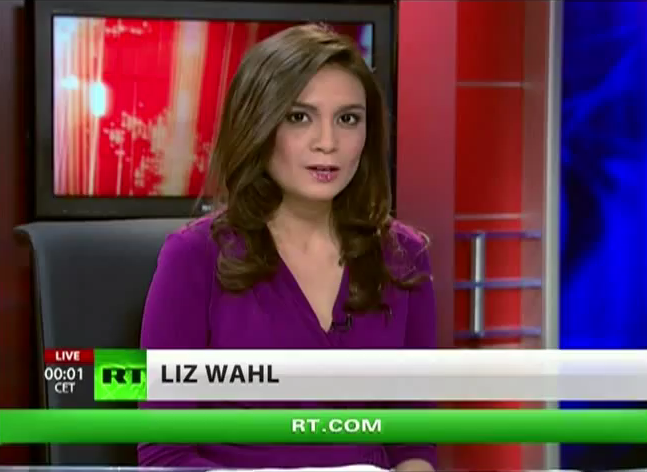
Liz Wahl (2012)

Elizabeth „Liz“ Wahl (* 1985 auf der United States Naval Base Subic Bay auf den Philippinen) ist eine US-amerikanische Journalistin und Fernsehmoderatorin. Von 2011 bis Februar 2015 arbeitete sie beim Kanal RT America des russischen Auslandsfernsehens RT in Washington.

## Leben
Liz Wahl wurde in der United States Naval Base Subic Bay auf den Philippinen als Tochter einer philippinischen Mutter und eines amerikanischen Vaters ungarischer Abstammung geboren. Sie wuchs in Connecticut auf und studierte an der Fairfield University.
Von 2011 bis Februar 2015 arbeitete sie als TV-Moderatorin in der Zentrale von RT America, dem US-Kanal des russischen Auslandssenders RT in Washington. Sie wurde bekannt, als sie in einer Live-Sendung Kritik an Russlands Invasion in der Ukraine und der diesbezüglichen Berichterstattung von RT übte. Sie sprach „on air“ ihre Kündigung aus. Ihr Fall wurde unter anderem von CNN, MSNBC, Fox News, The View und dem Colbert Report aufgegriffen. 2016 fasste Wahl ihre Kritik an ihrem ehemaligen Arbeitgeber in einem Artikel für die ukrainische Webseite StopFake so zusammen: “[M]y experience as an RT reporter and anchor was that RT’s main goal is not to seek truth and report it. Rather, the aim is to create confusion and sow distrust in Western governments and institutions by reporting anything which seems to discredit the West, and ignoring anything which is to its credit.” (Liz Wahl: Discrediting the West – an insider’s view on Russia’s RT, deutsch: „Nach meiner Erfahrung als RT-Reporterin und -Moderatorin ist das Hauptziel von RT nicht, die Wahrheit zu suchen und zu berichten. Das Ziel ist eher, für Verwirrung zu sorgen und Misstrauen in westliche Regierungen und Institutionen zu säen, indem über alles berichtet wird, das den Westen zu diskreditieren scheint, und indem alles ihm Günstige ignoriert wird.“)
Liz Wahl ist seit 2015 mit John Pavlus verheiratet.
Seit 2015 ist Wahl Korrespondentin für Newsy, wo sie Dokumentationen über digitale Desinformationen, ausländische Interferenzen in den demokratischen Wahlen und den Aufstieg des politischen Extremismus machte. Wahl sprach auf einer Friedenskonferenz in Den Haag und vor dem Parlament von Kanada über ausländische Interferenzen in der digitalen Ära.
Im Januar 2019 kündigte Wahl ihre Kandidatur für die Demokraten bei der texanischen Wahl zum US-Repräsentantenhaus im Jahr 2020 an.